# 拉苏埃罗斯
拉苏埃罗斯，是西班牙卡斯蒂利亚-莱昂阿维拉省的一个市镇。 总面积41km2, 总人口317人（2001年），人口密度8人/km2。